# EP8000
EP8000シリーズは日立製作所が開発・販売しているAIXベースのUNIXサーバ製品。2001年の日立製作所と米国IBMの戦略的アライアンス締結を機に、エンタープライズサーバの名を冠して、「オープンアンドミッションクリティカル」をコンセプトに掲げ、高い信頼性と可用性が求められる業界に対して訴求している。

## 概要
2001年3月13日、日立製作所と米国IBMは開発・生産能力の強化を目的として戦略的アライアンスの締結合意を発表した。これにより両社はサーバ主要製品の共同開発・生産分担に着手し、2001年4月24日、日立製作所はIBM PowerPCベースのAIXサーバ機EP8000シリーズの販売を発表した。その第一弾は性能の異なるラックマウントタイプ、デスクトップタイプ計7モデルで、3年間で4000台の販売を目標にAIX5.1を搭載したサーバが同年4月26日より販売された。
その後もOSの改定や技術の進歩とともに現行モデルのエンハンスと新規モデルの開発を継続しており、2017年から2019年にかけて日経コンピュータの顧客満足度調査（エンタープライズサーバ部門）において3年連続1位を獲得している。

## 特徴
EP8000はホストの技術を転用して設計がなされており、金融システム、運行管理システム、発券システム、気象予報システムなど、高い信頼性と安定的な稼働が求められる社会基盤に関わる基幹インフラでの使用を想定して開発され、紹介されているEP8000導入事例においても証券取引所や銀行など情報ライフラインを担う企業が複数取り上げられている。米国IBMとの共同開発製品のため、IBMの提供するUNIX OSであるAIXを採用している。また、ハードウェアもAIXとの親和性を高め、その性能を引き出すよう設計されている。また、『HA Booster Pack for AIX』『HACMP』など、IBM側の提供サーバでは提供されていない信頼性を高めるオプション製品を日立製作所独自に提供している。JP1、HiRDB、OpenTP1、Cosminexusなど、日立製作所が提供するオープンミドルウェア製品もそのほとんどがAIXに対応したものを提供している。またLinuxとの高い親和性、移植性を持っているのも特徴のひとつといえる。

## モデル
日立製作所が従来モデル、現行モデルとして掲載しているEP8000シリーズは以下の通り。
| 項番 | モデル名                 | 搭載プロセッサ                | 販売終了年月     | 機器仕様リンク |
| ---- | ------------------------ | ----------------------------- | ---------------- | -------------- |
| 1    | EP8000 170               | POWER3-II                     | 2003年12月       |                |
| 2    | EP8000 610 model 6E1/6C1 | POWER3-II                     | 2004年1月        |                |
| 3    | EP8000 615 model 6C3/6E3 | POWER4+                       | 2005年4月        |                |
| 4    | EP8000 620 model 6F1     | RS64Ⅳ                         | 2003年7月        |                |
| 5    | EP8000 630 model 6C4/6E4 | POWER4+                       | 2005年4月        |                |
| 6    | EP8000 640 model B80     | POWER3-II                     | 2003年12月       |                |
| 7    | EP8000 650 model 6M2     | POWER4+                       | 2005年5月        |                |
| 8    | EP8000 660 model 6H1/6M1 | RS64Ⅳ                         | 2003年7月        |                |
| 9    | EP8000 670               | POWER4+                       | 2005年5月        |                |
| 10   | EP8000 680               | RS64Ⅳ                         | 2003年3月        |                |
| 11   | EP8000 690               | POWER4+                       | 2005年9月        |                |
| 12   | EP8000 285               | POWER5+                       | 2009年2月        |                |
| 13   | EP8000 505               | POWER5 POWER5+                | 2009年2月        |                |
| 14   | EP8000 520               | POWER5 POWER5+ POWER6 POWER6+ | 2011年3月        |                |
| 15   | EP8000 550               | POWER5 POWER5+ POWER6 POWER6+ | 2011年3月        |                |
| 16   | EP8000 560Q              | POWER5+                       | 2007年3月        |                |
| 17   | EP8000 570               | POWER5 POWER5+ POWER6         | 2010年9月        |                |
| 18   | EP8000 590               | POWER5 POWER5+                | 2008年5月        |                |
| 19   | EP8000 595               | POWER5 POWER5+ POWER6         | 2011年1月        |                |
| 20   | EP8000 710               | POWER7                        | 2011年12月       |                |
| 21   | EP8000 720               | POWER7 POWER7+                | 2015年12月       |                |
| 22   | EP8000 740               | POWER7 POWER7+                | 2015年5月        |                |
| 23   | EP8000 750               | POWER7                        | 2017年3月        |                |
| 24   | EP8000 770               | POWER7 POWER7+                | 2015年5月        |                |
| 25   | EP8000 780               | POWER7 POWER7+                | 2015年5月        |                |
| 26   | EP8000 795               | POWER7                        | 2015年5月        |                |
| 27   | EP8000 S814              | POWER8                        | 2018年12月       |                |
| 28   | EP8000 S824              | POWER8                        | 2018年12月       |                |
| 29   | EP8000 E850              | POWER8                        | 2017年4月        |                |
| 30   | EP8000 E870              | POWER8                        | 2019年9月        |                |
| 31   | EP8000 E880              | POWER8                        | 2019年9月        |                |
| 32   | EP8000 S914              | POWER9                        | 2020年11月(一部) |                |
| 33   | EP8000 S924              | POWER9                        | 2020年11月(一部) |                |
| 34   | EP8000 E980              | POWER9                        | -                |                |
| 35   | EP8000 E1080             | Power10                       | -                |                |